# 布羅姆利區
布羅姆利區（英語：London Borough of Bromley，讀音：/ˈlʌndən bʌɹə ɒv ˈbɹɒmli/ⓘ）是英國英格蘭大倫敦外倫敦的自治市，人口299,100，面積150.15平方公里。

## 外部連結
- （英文） 布羅姆利區政府網 （页面存档备份，存于）

51°20′N 0°05′E / 51.333°N 0.083°E